# Texas Rangers (película)
Texas Rangers es un western de 2001 protagonizado por James Van Der Beek, Ashton Kutcher, Alfred Molina, y Dylan McDermott. Dirigido por Steve Miner, que narra las aventuras de un grupo de Texas Rangers tras la guerra civil americana. Esta película está basada en el libro "Taming the Nueces Strip" de George Durham, quién se basó en sus experiencias propias al servicio del Capitán Leander McNelly (interpretado en la película por McDermott).

## Argumento
Diez años después de la Guerra Civil, el Gobernador de Texas encarga a Leander McNelly (Dylan McDermott) la creación de una compañía de Rangers para defender la ley a lo largo de la frontera mexicana. Aparte de unos cuantos veteranos, los reclutas son hombres jóvenes e inexpertos. El cuatrero y asesino John King Fisher (Alfred Molina) está robando ganado y conduciéndolo a México, donde lo vende al ejército mexicano.

## Reparto
- James Van Der Beek es Lincoln Rogers Dunnison.
- Rachael Leigh Cook es Caroline Duques.
- Ashton Kutcher es George Durham.
- Dylan McDermott es Leander McNelly.
- Usher Raymond es Randolph Douglas Scipio.
- Tom Skerritt es Richard Duques.
- Alfred Molina es John King Fisher.
- Randy Travis es Frank Huesos.
- Robert Patrick es Sgt. John Armstrong
- Oded Fehr es Anton Marsale.
- Jon Abrahams es Berry.
- Leonor Varela es Perdita.
- James Coburn  Narrador.

## Producción

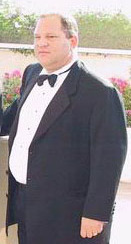
Harvey Weinstein, el productor responsable del fracaso

En 1989, Frank Priceo  (Columbia) compró una idea de Scott Busby y Martin Copland basada en el libro Texas Ranger por N. A. Jennings. Un año después John Milius entró en el proyecto. Escribió varios borradores e iba a dirigir el film.

En 1992 Milius esperaba hacer la película con un reparto joven por $15-17 millones. Él declaró:
Es muy fácil hacer Westerns. La mayoría de las personas que toman las decisiones hoy son idiotas que nunca han visto uno. No les gustan las películas históricas, especialmente los Westerns. La sci-fi es aceptable pero la historia no vende. Parte de ser moderno es pensar que cualquier cosa del pasado está muerta. Vivimos en una edad histórica porque somos la única cultura de la historia que no la da importancia.
"Los mejores Westerns eran poemas de amor a este país," añadido Milius, "hechos por personas enamoradas del país. John Ford fotografió el país a la manera de una mujer. Fotografio los espacios abiertos, nubes grises, luz, tierra roja, árboles, realmente sensual. El país era el repositorio de promesa inacabable. Cualquier buen western es una promesa."
Milius Dijo "estuve bastante cerca de hacer la película, pero ellos no aprobarían a Tommy Lee Jones como protagonista, así que lo dejé para hacer Vikings [una película que finalmente no fue hecha]. Otro tipo trabajó sobre el guion, pero nunca fueron capaces de conseguir algo decente. Ahora esos otros tipos [Bob y Harvey Weinstein] la han comprado."
La película no arrancó hasta que 1999 Miramax se hizo cargo, quería así promover la carrera de la joven promesa James Van der Beek de Varsity Blues. Milius fue reemplazado como director y declaró:
" Fue uno de mis mejores guiones, y no estaba dispuesto a traicionarlo". "La juventud de hoy se piensa que una gran aventura es tirarse de un puente atado a unas cuerdas. Nunca van y hacen algo real- están todos interesados en ser guapos y conseguir un BMW."
Milius dijo que los hermanos Weinstein "eran muy arrogantes. Me llamaron y actuaban como si tuviese que sentirme afortunado por arruinar mi propio guion. Le dije a ese gilipollas de Bob Weinstein que él era el afortunado por haberlo conseguido de esa manera."
Aunque filmado en 1999, no se estrenó hasta 2001.[cita requerida]

## Estreno

### Recaudación
Texas Rangers fue un absoluto Fracaso de taquilla, ganando solo pudo recuperar $763,740 de un presupuesto de $38 millones.

### Recepción
Texas Rangers fue ampliamente repudiada por los críticos, consiguiendo un 2% en Tomates Podridos y apareciendo en sus peores listas.
John Milius explicó con mucho sentido del humor que Miramax "mutiló" su guion. "No tienen ningún sentido de la responsabilidad. Harían una película de cualquier mierda si pensaron que haría algún dinero para ellos. Pienso que tendrían enviar a Harvey Weinstein [presidente de Miramax] con los talibanes. Me gustaría verle al otro lado. Me gustaría cazarle en una cueva."